# Zorile deasupra Niemenului
Zorile deasupra Niemenului (titlul original: în lituaniană Aušra prie Nemuno, în rusă Над Неманом рассвет, transliterat: Nad Nemanom rassvet) este un film dramatic sovietic, din RSS Lituaniană, realizat în 1953 de regizorul Aleksandr Faințimmer, protagoniști fiind actorii Iuzas Siparis, Iuzas Lauțius, Iuzas Multinis și Aldona Iodkaite.

## Rezumat
Acțiunea filmului relatează despre munca de întărire a fermei colective lituaniene în anii postbelici și despre lupta împotriva rămășițelor trecutului în mintea oamenilor.

## Distribuție
- Iuzas Siparis – Gabris, președintele colhozului
- Iuzas Lauțius – Silvestr, bunicul
- Iuzas Multinis – Prankus, un țăran
- Aldona Iodkaite – Birute, fiica lui Prankus
- Bronius Babkauskas – un preot
- Valerionas Derkintis – Pikialis
- Kazimiras Preikștas – Kliavas
- Alghimantas Voșikas – Tauras Gabris
- Irena Leonaviciute-Bratkauskene – Aușra
- Aleksandr Jadeikis – Tucius
- Stasis Piatraistis – cardinalul
- Stasis Piatronaitis – Mihas
- Pavel Pankov – ofițerul neamț